# Juntan (Uppsala)
För andra betydelser, se Junta (olika betydelser).
Juntan var en politisk-litterär förening eller krets i Uppsala på 1790-talet, som samlades kring Benjamin Höijer  och Gustaf Abraham Silverstolpe. Hos den sistnämnde, på S:t Johannesgatan i Uplands nations nuvarande hus, brukade kretsens medlemmar Carl von Rosenstein, Gustaf af Wetterstedt, Hans Järta, Erik Abraham Almquist, Marcus Wallenberg med flera inta sina middagar och utbyta tankar om politisk frihet och tysk litteratur.